# GSC6548-3424
GSC6548-3424 — хімічно пекулярна зоря спектрального класу B1, що має видиму зоряну величину в смузі V приблизно  9,9.

## Пекулярний хімічний склад
Зоряна атмосфера GSC6548-3424 має підвищений вміст 
Si
.